# Même
Die Même ist ein Fluss in Frankreich, der in den Regionen Normandie und Pays de la Loire verläuft. Sie entspringt im Regionalen Naturpark Perche, im Gemeindegebiet von Bellême, entwässert anfangs in südwestlicher Richtung, dreht dann auf Südost und mündet nach rund 42 Kilometern unterhalb von La Ferté-Bernard als rechter Nebenfluss in die Huisne. Auf ihrem Weg durchquert die Même die Départements Orne und Sarthe.

## Orte am Fluss
(Reihenfolge in Fließrichtung)
- Bellême
- Saint-Martin-du-Vieux-Bellême
- Igé
- Préval
- Souvigné-sur-Même
- La Ferté-Bernard